# Dendronotus comteti
Dendronotus comteti is een slakkensoort uit de familie van de Dendronotidae. De wetenschappelijke naam van de soort is voor het eerst geldig gepubliceerd in 1998 door Valdés & Bouchet.